# 林布魯克 (紐約州)
林布魯克（英語：Lynbrook）是位於美國紐約州拿騷縣的村。

## 人口
根據2020年美國人口普查的數據，林布魯克的面積為5.21平方千米，皆為陸地。當地共有人口20438人，而人口密度為每平方千米3,923人。